# Veisjärv
Veisjärv (Veisejärv ili Valgejärv) je jezero u Estoniji, smješteno u okrugu Viljandi kod sela Veisjärve.
Nalazi se na 96 metara nadmorske visine. Površina jezero je 478,6 ha. U jezeru živi više vrsta riba (crvenperka, gymnocephalus cernua, štuka, deverika, smuđ i druge).
Iz jezera ističe rijeka Õhne.